# مونتالتو دله مارکه
مونتالتو دله مارکه (به ایتالیایی: Montalto delle Marche) یک کومونه در ایتالیا است که در استان اسکولی پیچنو واقع شده‌است. مونتالتو دله مارکه ۳۴٫۱ کیلومترمربع مساحت و ۲٬۳۰۷ نفر جمعیت دارد و ۵۱۲ متر بالاتر از سطح دریا واقع شده.

## خواهرخوانده
شهر Montreuil-le-Gast خواهرخواندهٔ مونتالتو دله مارکه هست.